# Нури Билге Джейлан
Нури Билге Джейлан (на турски: Nuri Bilge Ceylan) е турски режисьор, фотограф, актьор и сценарист. 

## Биография
Широко известен е в киносредите като има награда от фестивала в Кан за най-добър режисьор през 2008 година, наградата на журито от същия фестивал за филмите си Отчуждение (2002) и Имало едно време в Анадола (2011), както и Златна палма за филма си Зимен сън през 2014 година. Завършва университета Богазичи в Истанбул с инженерска специалност.
Известен е с драматичните си филми, които снима с екстремно малък бюджет и непрофесионални актьори, сред които и негови роднини. Проблемите, които поставя са свързани с екзистенциализма, монотонността на човешкия живот и детайлите от всекидневието. Често снима актьорите си в гръб без да показва лицето им, карайки зрителя да разгадае сам емоциите им.

## Филмография
| година | филм                       | оригинално заглавие     | бележки      |
| ------ | -------------------------- | ----------------------- | ------------ |
| 1995   | Какавида                   | Koza                    | късометражен |
| 1998   | Градчето                   | Kasaba                  |              |
| 1999   | Облаци през май            | Mayıs Sıkıntısı         |              |
| 2002   | Отчуждение                 | Uzak                    |              |
| 2006   | Климати                    | İklimler                |              |
| 2008   | Три маймуни                | Üç Maymun               |              |
| 2011   | Имало едно време в Анадола | Bir Zamanlar Anadolu'da |              |
| 2014   | Зимен сън                  | Kış Uykusu              |              |